# دينيس تالبوت
دينيس تالبوت (بالإنجليزية: Dennis Talbot)‏ مواليد 18 أبريل 1954 في نيوساوث ويلز، أستراليا، هو ملاكم محترف أسترالي سابق. سبق أن شارك في دورة الألعاب الأولمبية الصيفية سنة 1972.

## إحصائيات
خاض خلال مسيرته 52 نزالا، فاز في 29 وتعادل في 1 وخسر في 22. فاز بالضربة القاضية في 8 نزالات.

## روابط خارجية
- دينيس تالبوت على موقع بوكس ريك (الإنجليزية) (registration required)
- دينيس تالبوت على موقع أوليمبيديا (الإنجليزية)
- دينيس تالبوت على موقع اللجنة الأولمبية الأسترالية (الإنجليزية)